# Xã Haverhill, Quận Olmsted, Minnesota
Xã Haverhill (tiếng Anh: Haverhill Township) là một xã thuộc quận Olmsted, tiểu bang Minnesota, Hoa Kỳ. Năm 2010, dân số của xã này là 1.495 người.